# Futoshi Uehara

Futoshi Uehara (15 de abril de 1980) conocido también como Ue-Chan (上ちゃん) es un bajista japonés, de la banda Maximum The Hormone. Fue el último en incorporarse al grupo. Su estilo es variado, al igual que el resto de sus compañeros. Destaca especialmente por su destreza con la técnica slap; su imagen recuerda bastante a la del famoso bajista Flea.
Sus principales influencias son Red Hot Chili Peppers
y System of a Down

## Carrera
Sus inicios en una banda fueron en Maximum The Hormone, ya que tomó el puesto de vacante que había dejado KEY al retirarse. Al empezar a tocar con la banda empezó a tener fama con la técnica slap, lo que contribuyó al éxito de la banda.
Hasta el momento Futoshi ha grabado con la banda los álbumes
Ootori (Hou) (鳳 (ほう) (2001), Mimi Kajiru (耳噛じる, (2002), Kusoban (糞盤), (2004), Rokkinpo Goroshi (ロッキンポ殺し, 2005),  Buiikikaesu (ぶっ生き返す,2007) y Yoshu Fukushu（予襲復讐, 2013）
En su país es considerado uno de los mejores bajistas.